# HK Sokol Krasnojarsk
Der HK Sokol Krasnojarsk (russisch ХК Сокол Красноярск, dt. Eishockeyklub "Die Falken" Krasnojarsk) ist ein 1977 gegründeter russischer Eishockeyklub aus Krasnojarsk. Die Mannschaft spielt in der Wysschaja Hockey-Liga und trägt ihre Heimspiele in der 2011 neueröffneten Arena Nord aus. Die Vereinsfarben sind Blau, Weiß und Rot.

## Geschichte
Der Klub wurde 1977 gegründet. Zu Sowjetzeiten spielte er unter anderem zwischenzeitlich in der damals zweitklassigen Perwaja Liga. In der Saison 2010/11 trat der Verein in der mittlerweile drittklassigen Perwaja Liga an. Zur Saison 2011/12 wurde Sokol Krasnojarsk als eine von drei Mannschaften als Expansionsteam in die ein Jahr zuvor neu gegründete zweite russische Spielklasse, die Wysschaja Hockey-Liga, aufgenommen.
Der HK Sokol Krasnojarsk fungiert als Farmteam des KHL-Teilnehmers Admiral Wladiwostok.

## Bekannte ehemalige Spieler
- Maxim Nikolajewitsch Galanow (absolvierte 123 Spiele in der NHL)
- Ilja Michejew